# Roberts (cráter)

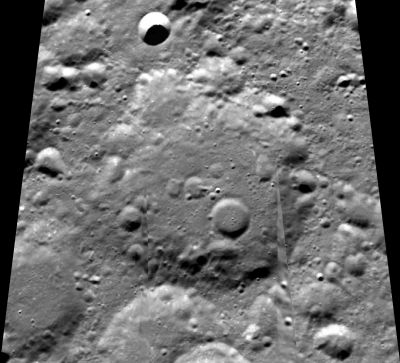
Fotografía de la misión Clementine (1994)

Roberts es un cráter de impacto que se encuentra en las latitudes más al norte de la cara oculta de la Luna. Se localiza al este-sureste del cráter Karpinskiy, y al noroeste de Sommerfeld. Al norte se halla Thiessen.
|  |

Se trata de un cráter muy desgastado y erosionado, con un borde exterior redondeado interrumpido y dañado por múltiples cráteres más pequeños. Poco queda del borde original más allá de resalto redondeado e irregular en la superficie. El suelo interior también está marcado por una serie de pequeños cráteres, siendo el más notable un cráter cerca de la pared interior sur-sureste.

## Cráteres satélite
Por convención estos elementos son identificados en los mapas lunares poniendo la letra en el lado del punto medio del cráter que está más cercano a Roberts.
|         | \| Roberts \| Coordenadas \| Diámetro \| \| ------- \| ------------------------------- \| -------- \| \| M \| 68°12′N 174°18′O / 68.2, -174.3 \| 46 km \| \| N \| 69°00′N 176°18′O / 69.0, -176.3 \| 49 km \| \| P \| 67°24′N 178°42′E / 67.4, 178.7 \| 30 km \| \| Q \| 68°54′N 177°18′E / 68.9, 177.3 \| 19 km \| \| R \| 69°54′N 178°24′E / 69.9, 178.4 \| 59 km \| |          |
| Roberts | Coordenadas | Diámetro |
| M       | 68°12′N 174°18′O / 68.2, -174.3 | 46 km    |
| N       | 69°00′N 176°18′O / 69.0, -176.3 | 49 km    |
| P       | 67°24′N 178°42′E / 67.4, 178.7 | 30 km    |
| Q       | 68°54′N 177°18′E / 68.9, 177.3 | 19 km    |
| R       | 69°54′N 178°24′E / 69.9, 178.4 | 59 km    |